# Ataenius rosinae
Ataenius rosinae är en skalbaggsart som beskrevs av Vladimir Balthasar 1967. Ataenius rosinae ingår i släktet Ataenius och familjen Aphodiidae. Inga underarter finns listade.